# La strega e il capitano
La strega e il capitano è un romanzo breve di Leonardo Sciascia. Inizialmente apparso a puntate sul Corriere della Sera, fu poi raccolto in volume da CDE (Club degli Editori) nel 1986 e successivamente pubblicato da Adelphi.
Sciascia ricostruisce la vicenda di Caterina Medici, condannata al rogo nel 1617 per stregoneria, il cui processo viene citato da Alessandro Manzoni ne I promessi sposi e in Storia della colonna infame.

## Storia editoriale
Nel 1983 l'editore Franco Sciardelli aveva donato a Sciascia alcuni appunti in fotocopia e trascritti inerenti al processo di Caterina Medici, nella speranza che l'autore ne ricavasse del materiale per i suoi scritti; tuttavia egli se ne dimenticò per circa due anni, salvo poi ritrovare le carte sulla scrivania della sua casa di campagna . Folgorato dalla vicenda, in sole tre settimane Sciascia scrisse dunque La strega e il capitano, che apparve a puntate sul Corriere tra dicembre 1985 e gennaio 1986. Nel 1986 il romanzo fu raccolto in volume da CDE (Club degli Editori) e in seguito pubblicato da Adelphi, che lo ripropose in collana nel 1999 e in edizione economica nel 2019.

## Trama
La storia inizia nel dicembre 1616 quando Luigi Melzi, senatore del Ducato di Milano, comincia ad accusare forti dolori allo stomaco che i suoi medici non riescono a guarire: si comincia pertanto a pensare che il senatore sia soggetto al maleficio di una strega. Il capitan Vacallo, amico del Melzi, accusa subito la serva Caterina, che prima di trovarsi a servizio dal senatore era cameriera in casa sua; Sciascia ne approfitta per sciogliere un equivoco in cui molti autori (Manzoni compreso) sono caduti: dalle carte del processo risulterebbe che, secondo il Vacallo, Caterina lo aveva sedotto con le proprie arti magiche per giacere con lui e concepire ben due figli; in realtà le serve del Vacallo di nome Caterina erano due, una più vecchia (la Medici) e una più giovane, con la quale il capitano avrebbe avuto due figli prima di allontanarla. Il Vacallo, però, accusa Caterina Medici di aver insegnato all'altra le arti stregonesche allo scopo di sedurlo.
La camera di Caterina viene perquisita e vi si trovano dei talismani e altri oggetti malefici adoperati per gettare l'incantesimo sul senatore. Caterina viene quindi incarcerata e sottoposta all'esame di medici e maggiorenti, tra i quali spicca Ludovico Settala, che riconoscono in lei una strega. Viene aperto contro di lei un processo per stregoneria, e subito si fanno avanti numerosi testimoni che portano le prove dei malefici di Caterina; inizialmente la donna rifiuta di confessare, e si limita ad accusare il Melzi di aver avuto con lei una relazione sessuale; in seguito tuttavia viene sottoposta a tortura e rilascia dichiarazioni agghiaccianti, che comprendono la dettagliata descrizione del suo rapporto con Satana. Rivela poi di aver partecipato a diversi sabba presso il Barilotto, una zona di Milano dove solevano incontrarsi le streghe; illusa dalla promessa di aver salva la vita, infine, la donna fa i nomi di molte altre sue compagne streghe, che saranno a loro volta inquisite.
Tuttavia la promessa di salvezza non era che un metodo crudele per estorcerle le confessioni: Caterina viene infatti condannata e il 4 marzo del 1617 viene eseguita la  sentenza di morte. Per l'occasione in Piazza Vetra viene costruita una baltresca, ossia un enorme palco di legno molto alto, con lo scopo di rendere visibile l'esecuzione a un ampio pubblico. Caterina viene dunque dapprima tormentata con delle tenaglie arroventate, poi strangolata e infine i suoi resti vengono gettati nel fuoco.

## Tematiche
Con la ricostruzione della vicenda di Caterina Medici, Sciascia voleva mostrare come, secondo lui, clero e autorità politiche del Seicento fossero oscurantiste. L'intera vicenda è infatti permeata dal fanatismo dei personaggi coinvolti, alcuni taciuti dallo stesso Manzoni; emergono così le presunte contraddizioni e gli inganni di un processo che sembra condannare sin dall'inizio Caterina, rea di avere più cultura e dei costumi maggiormente disinvolti rispetto a quelli delle donne della sua epoca .

## Edizioni
- Leonardo Sciascia, La strega e il capitano, Adelphi, 1999.